# Globoconusa
Globoconusa es un género de foraminífero planctónico de la familia Guembelitriidae, de la superfamilia Heterohelicoidea, del suborden Globigerinina y del orden Globigerinida. Su especie tipo es Globoconusa conusa. Su rango cronoestratigráfico abarca el Daniense (Paleoceno inferior).

## Descripción
Globoconusa incluía especies con conchas trocoespiraladas, de trocospira alta o moderadamente alta, y forma subcónica globular; sus cámaras eran subesféricas, creciendo en tamaño de manera rápida; sus suturas intercamerales eran muy incididas; su contorno ecuatorial era subtriangular lobulado; su periferia era redondeada; su ombligo era estrecho; su abertura principal era interiomarginal, umbilical, con forma de arco bajo y pequeño, en ocasiones cubierta por una bulla; podían presentar una o más pequeñas aberturas suturales secundarias en el lado espiral; presentaban pared calcítica hialina, finamente perforada con poros cilíndricos, y superficie lisa pustulada, con pústulas puntiagudas o más o menos redondeadas, y perforadas axialmente.

## Discusión
Globoconusa fue utilizada por algunos autores para agrupar las especies del Daniense basal posteriormente incluidas en el género Palaeoglobigerina, y caracterizadas por conchas diminutas, trocoespiraladas (tetraseriadas) y de pared lisa microperforada. Clasificaciones posteriores han incluido Globoconusa en la familia Globoconusidae, de la superfamilia  Globoconusoidea, del orden Heterohelicida.

## Paleoecología
Globoconusa incluía especies con un modo de vida planctónico, de distribución latitudinal cosmopolita, y habitantes pelágicos de aguas superficiales (medio epipelágico, y preferentemente nerítico medio y externo).

## Clasificación
Globoconusa incluye a las siguientes especies:
- Globoconusa conusa †
- Globoconusa daubjergensis †
  - Globoconusa daubjergensis gigantea †, de posición taxonómica incierta, probablemente un aberrante
- Globoconusa victori †

Otras especies consideradas en Globoconusa son:
- Globoconusa alticonusa †, considerada como Palaeoglobigerina alticonusa
- Globoconusa extensa †, también considerada como Parvularugoglobigerina extensa
- Globoconusa fodina †, considerada como Palaeoglobigerina fodina
- Globoconusa hillebrandti †, de posición genérica incierta
- Globoconusa minutula †, considerada como Palaeoglobigerina minutula
- Globoconusa quadripartitaformis †
- Globoconusa tripartita †